# Selaginella magnifica
Selaginella magnifica är en mosslummerväxtart som beskrevs av Otto Warburg. Selaginella magnifica ingår i släktet mosslumrar, och familjen mosslummerväxter. Inga underarter finns listade i Catalogue of Life.